# بروبان البروبيل
بروبان البروبيل هو مركب عضوي وصيغته C2H5CO2C3H7 وهو استر البروبانول وحمض البروبيونيك. مثل معظم الاسترات، بروبان البروبيل هو سائل عديم اللون وله رائحة فواكه. توصف رائحة بروبان البروبيل بأنها أناناس أو كمثرى كيميائيًا. يتم استخدامه في صناعة العطور وكمذيب. معامل الانكسار له عند 20 درجة مئوية هو 1.393